# Convento de las Agustinas Canónigas (Palencia)
El Convento de las Agustinas Canónigas de Palencia fue una institución religiosa ubicada en esta ciudad castellana, fundado en el siglo XVI. De sus edificios quedan parte de las dependencias conventuales, utilizadas como oficinas del Ayuntamiento de Palencia, y la iglesia, abierta al culto con el nombre de iglesia de san Agustín. Ambos se encuentran en la Calle Mayor de la ciudad.

## Historia
El monasterio fue fundado en el siglo XIV en el pueblo de Hornillos de Cerrato con el nombre de Nuestra Señora de Belvis, estando regido por la orden de Canonesas Regulares de San Agustín, por voluntad del prior de Santa María de Valladolid Martín Pérez de Zamora. En el año 1589 las monjas se trasladaron a la ciudad de Palencia, comenzando entonces la construcción del actual complejo monástico. Seis años después del traslado, se unieron a ellas las también monjas agustinas del monasterio de santa Eugenia de Vertavillo, quedando desde entonces fusionadas las dos comunidades religiosas.
El monasterio vio transcurrir los siglos sin apenas cambios hasta el siglo XIX, cuando durante la Desamortización de Mendizábal, esta casa religiosa fue suprimida. Las hermanas marcharon entonces al cercano Convento de las Agustinas Recoletas, cuya comunidad no se vio afectada por las medidas desamortizadoras.
Vueltas a los edificios de la calle Mayor tras este paréntesis, las monjas permanecieron en ellos hasta finales del siglo XX, cuando decidieron trasladarse a las afueras de la capital palentina. El templo, tras un tiempo cerrado, fue habilitado por la Diócesis de Palencia como iglesia de san Agustín. 
Durante unos años, antes de ser dedicado de nuevo al culto, albergó exposiciones artísticas, como la dedicada al escultor palentino Victorio Macho.

## Exterior

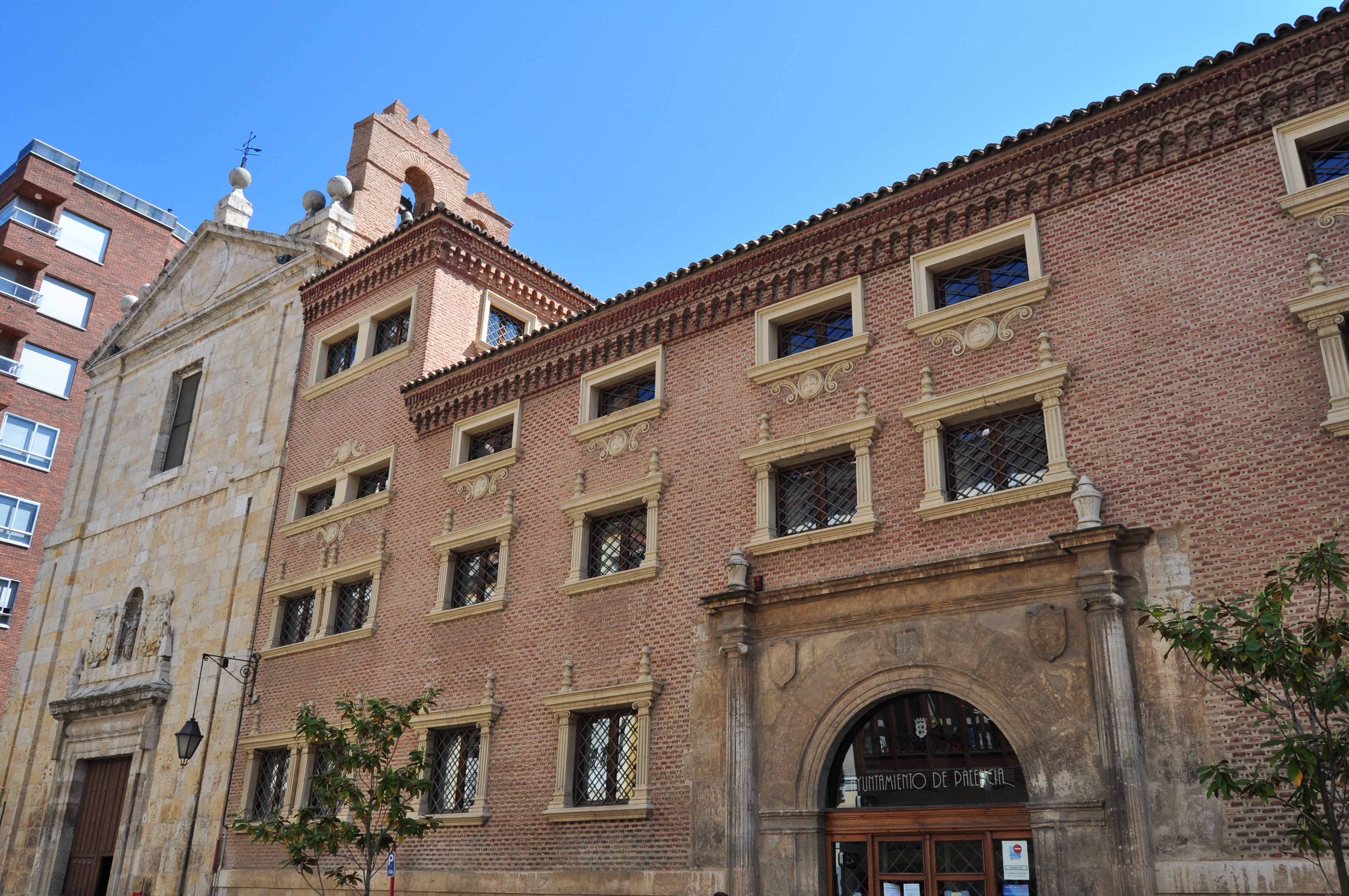
Exterior del convento desde la Calle Mayor.

Del complejo monástico restan parte de las dependencias conventuales, estructuradas en torno a un pequeño patio, y la iglesia. Ambos presentan sus fachadas a la Calle Mayor, y contrastan por los diferentes elementos constructivos utilizados y épocas a las que pertenecen.
La parte correspondiente a vivienda y otras dependencias monásticas muestra una fachada con original aparejo de ladrillo llagado sobre zócalo de piedra de sillería. En su mayor parte es fruto de una reforma hecha en el siglo XX por el arquitecto Jerónimo Arroyo, que introdujo diferentes elementos heráldicos: castillos que representan el reino de Castilla y la Cruz de las Navas que concedió el rey Alfonso VIII a la ciudad de Palencia. En el diseño de los ventanales predominan elementos neoplaterescos, mientras que el propio aparejo y la cornisa, muy decorada, remiten al mudéjar castellano, consiguiendo de este modo una feliz y armónica combinación de estilos arquitectónicos acorde con el Eclecticismo arquitectónico vigente en ese momento. 
Se integra asimismo en la fachada una portada original del siglo XVI, en piedra de sillería, con arco central moldurado y dos esbeltas columnas jónicas de fuste estriado sobre plintos, que sin duda fue tomada por el arquitecto decimonónico para establecer el módulo compositivo de los demás elementos de la fachada.
La fachada de la iglesia conventual destaca por su solemne desnudez. Está realizada íntegramente en piedra de sillería, en contraste con el resto de aparejos del edificio. Su diseño y decoración muestran la sencillez escurialense que predominaba en la arquitectura en España a finales del siglo XVI y principios del siglo siguiente. Se estructura en dos cuerpos separados por una leve moldura con remate de frontón triangular con bolas. Dos pilastras cajeadas sin basa ni capitel recorren toda la altura de la fachada, remarcando su verticalidad; son la única concesión decorativa junto a la portada, formada por un gran vano arquitrabado con frontón recto sostenido por ménsulas. Una pequeña hornacina con la imagen de san Agustín, el fundador de la Orden, y dos motivos heráldicos completan la decoración.

## Interior
El interior del templo ejemplifica la severidad y grandiosidad del llamado estilo jesuítico que marcó la transición en España de la arquitectura renacentista a la barroca. Es un espacio amplio y diáfano, sin las compartimentaciones espaciales propias de los templos medievales. Tampoco posee capillas o sacristías adosadas, percibiéndose nítidamente la planta de cruz latina con crucero de brazos cortos con cúpula, que no posee tambor ni vanos al exterior. La nave única es muy elevada, techada con bóvedas de cañón, coro elevado a los pies del templo -destinado a los oficios de las monjas en origen y cerrado por una reja-, cabecera cuadrada y la cúpula de media naranja sobre pechinas en el transepto. La decoración es sencilla, dividiéndose el espacio por medio de pilastras planas de orden toscano, rematadas con una cornisa muy moldurada y decoraciones de placados y puntas de diamante que se distribuyen en arcos y bóvedas.

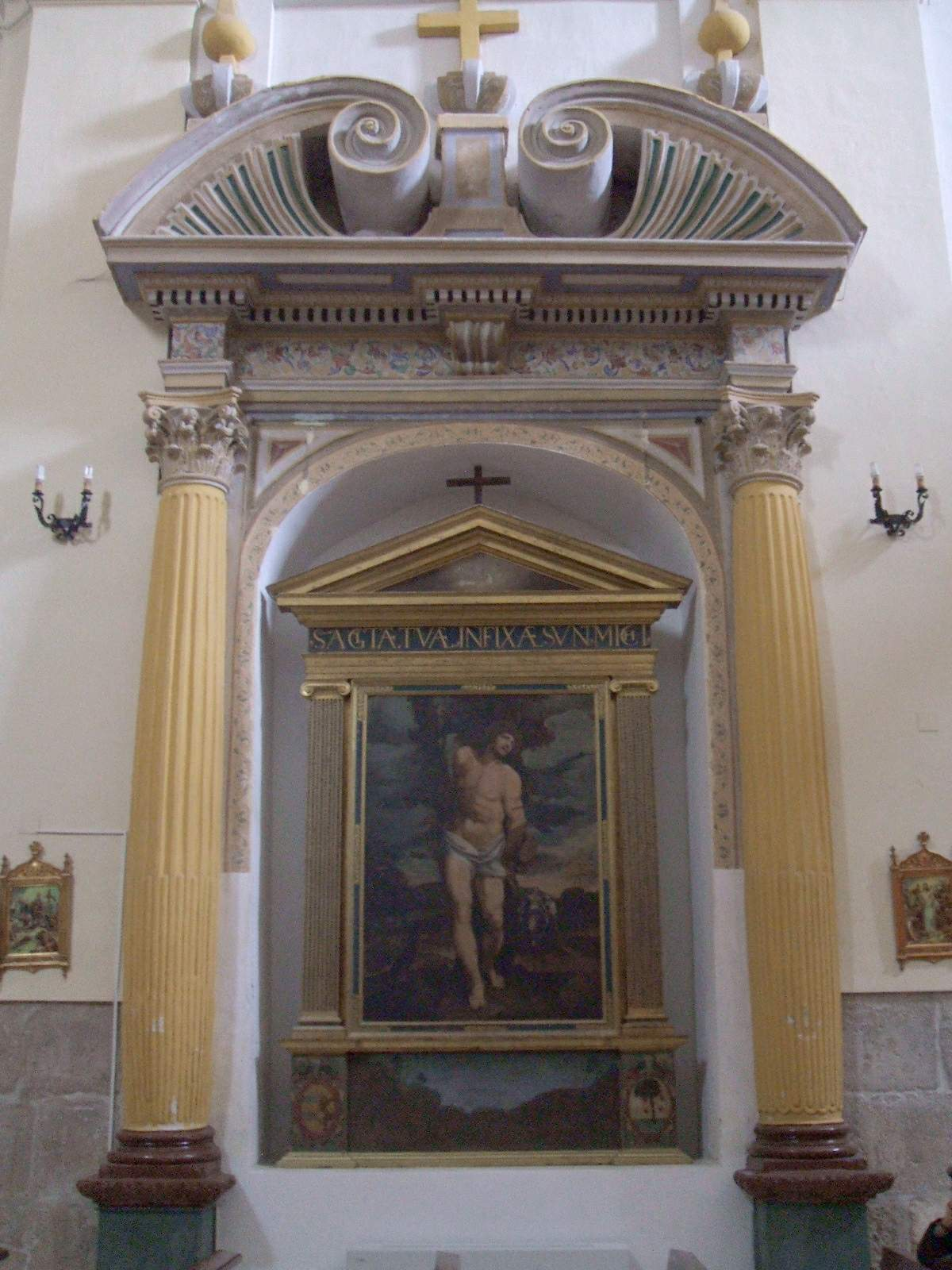
Retablo de san Sebastián, en el interior de la iglesia.

El patrimonio mueble del templo es interesante. Sobresale el monumental retablo mayor, destacado ejemplo del barroco castellano, dentro del estilo de la familia Churriguera. Fue trazado por el maestro Ventura Ramos, que lo dejó inconcluso a su muerte en 1756, y finalizado por Domingo de Ondátegui, Juan Manuel Becerril y Manuel Ramos en el año 1759. Presenta tres cuerpos y cinco calles, separadas por columnas corintias con profusa decoración. Es un retablo mixto, con pinturas y esculturas de bulto redondo cobijadas en hornacinas. Destaca el movimiento y dinamismo del conjunto, y el efecto monumental de las columnas de orden gigante y los ángeles volanderos y figuras de virtudes que adornan el remate. 
En el crucero y la nave se distribuyen varios retablos menores. La mayoría de ellos corresponden a la época Rococó (principios del siglo XVIII), con abigarragas decoraciones, columnas torsas, etc., propias de este estilo, e imágenes modernas en su mayoría. En la nave, no obstante, permanecen dos ejemplares anteriores, de finales del siglo XVI o principios del XVII. Están inscritos en monumentales edículos de obra, corintios, con movidos y originales remates con volutas y bolas. Ambos están centrados por buenas pinturas de estilo Manierista, figurando a san Sebastián y san Juan Bautista.